# Алиев, Умар Джашуевич
Ума́р Джашу́евич Али́ев (карач.-балк. Алийланы Джашууну джашы Умар; 1895 (при заполнении анкеты собственноручно записал 1889) —1937) — общественный и государственный деятель на Северном Кавказе, один из основоположников карачаево-балкароведения, создатель азбуки и автор первого системного описания грамматического строя карачаево-балкарского языка.

## Биография
Родился в ауле Карт-Джурт, на правом берегу Кубани. Происходит из рода карачаевских узденей Алиевых.
В 1902—1914 годах обучался в различных учебных заведениях Карачая, Кабарды, Балкарии, получил высшее мусульманское образование. После революции 1917 года организовал профсоюз мусульманских учителей, встречался с В. И. Лениным.
В период Гражданской войны работал в подполье в Баку, Крыму, на Кавказе. С приходом советской власти возглавлял отдел горцев Кавказа в Наркомнаце. Работал начальником горского отдела при Северо-Кавказском ревкоме (с 1920 года), председателем ревкома КЧАО, директором Северо-Кавказского краевого НИИ истории, экономики, языка и литературы, директором Музея горских народов.
В 1921—1922 годах был в числе инициаторов объединения карачаевцев, черкесов и других народностей в рамках автономной области; являлся одним из организаторов КЧАО.
Известен как учёный, автор «Нового карачаевского букваря» (1923), «Русско-карачаево-балкарского словаря», «Карачаево-балкарско-русского словаря», учебников «В единении — сила», «Карачаево-балкарская грамматика», книгу «Карачай», очерка «Кара-Халк» («Черный люд») и др.
В 1921 году составил алфавит на основе латиницы применительно к карачаево-балкарскому языку.
В 1935 году окончил Институт Красной профессуры, был учёным секретарём кафедры ленинизма Всесоюзного заочного института права. Преподавал карачаево-балкарский язык в Государственном институте театрального искусства им. Луначарского, арабский язык в МГУ.
В 1937 году был арестован по клеветническому обвинению и 24.06.1938 расстрелян. В 1957 году он был посмертно реабилитирован.

## Память

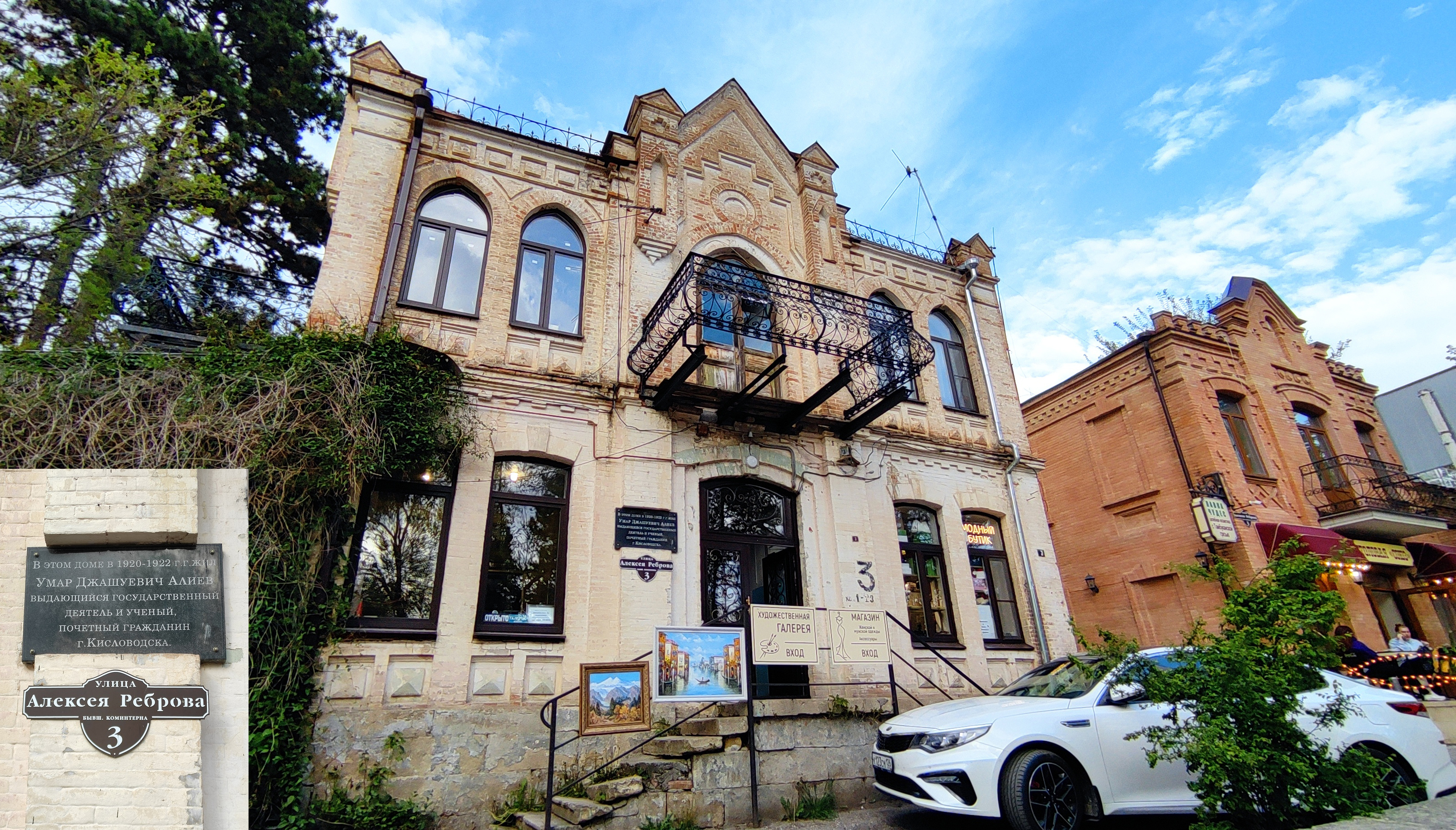
Мемориальная доска памяти У. Д. Алиева в Кисловодске

- Имя Умара Алиева присвоено улицам в городах Кисловодск[3], Черкесск[4], Карачаевск, а также Карачаево-Черкесскому государственному университету. В школе аула Карт-Джурт открыт музей.
- Постановлением городской администрации Кисловодска от 10 июля 1997 года № 735 Умару Алиеву присвоено звание «Почётный гражданин города Кисловодска»[3].
- В Кисловодске установлена мемориальная доска на доме № 3 по улице Алексея Реброва (бывшая Коминтерна), где жил Алиев — этот дом известен как дом Реброва.

## Основные работы
- Русско-карачаево-балкарский словарь (рукопись)
- Карачаево-балкарско-русский словарь (рукопись)
- Алиев У. Карачаево-балкарская грамматика(Горско-тюркский язык). Кисловодск, Крайнациздат, 1930.
- Алиев У. Кара-халк (Черный парод). Очерк исторического развития горцев и чужеземного влияния на них ислама,царизма и др. народов Северного Кавказа. Р/Д, 1927.
- Алиев У., Городецким Б., Сиюхов С. Адыгея. Историко-этнографический и экономический очерк. Вып. 1, Р/Д , Крайнациздат. Севкавкнига, 1927.
- Алиев У. Карачай (Карачаевская авт. обл.). Историко-этнографический и культурно-экономический очерк. Вып. 2. Крайнациздат. Севкавкнига, Р/Д,1927.
- Алиев У. Национальный вопрос и национальная культура и Северо-Кавказском крае. Р/Д, Крайнациздат. Севкавкнига, 1926.
- Алиев У. О принципах составления карачаево-балкарской грамматики. Ростов-дон, 1928